# SPTV
SPTV, conhecido por SP1 (primeira edição) e SP2 (segunda edição), é um telejornal local brasileiro produzido e exibido pela TV Globo São Paulo para a sua área de cobertura.

## História
A primeira edição do SPTV estreou em 3 de janeiro de 1983, substituindo o Jornal das Sete, e a segunda edição em 2 de julho do mesmo ano, no lugar do bloco local do Jornal Hoje. Na época, tinha apenas dez minutos de duração, divididos em três blocos. Durante curto período, entre 1987 e 1989, ele chegou a ter três edições. O slogan do telejornal nos anos 80 era: "SPTV, a notícia de São Paulo".
Entre 1990 e 1996, um outro jornal local foi transmitido no lugar do SPTV: São Paulo Já, que introduziu várias novidades: a figura do âncora Carlos Nascimento, três apresentadores e também o primeiro jornal regional a transmitir notícias nacionais e internacionais, uma vez que ele ocupou o horário do Jornal Hoje na faixa da tarde. Em 1994, o Jornal Hoje voltou a ocupar espaço na Globo SP.
No dia 8 de maio de 2017, as respectivas duas edições do SPTV passaram a se chamar SP1 (1.ª Edição) e SP2 (2.ª Edição), mantendo o nome SPTV durante um processo de transição, além de ganhar uma reformulação que também foi aplicada no Bom Dia São Paulo. Nessas mudanças, foram incluídas modificações nos GCs e nas vinhetas e a inserção de um relógio, da temperatura de todas as cidades da região metropolitana da cidade de São Paulo, além de manchetes na tela. A remoção de "TV" da nomenclatura do noticiário foi porque, na avaliação da direção de jornalismo da emissora, o telejornal seria um produto multiplataforma, por também estar em outros dispositivos como smartphones, tablets e computadores.
Em 30 de dezembro de 2019, Anne Lottermann, que fazia a previsão do tempo no RJTV e Jornal GloboNews, estreava como titular na previsão do tempo do SP2, na vaga deixada por Maju Coutinho.
Em março de 2020, Christiane Pelajo assumiu o SP2 interinamente, substituindo Carlos Tramontina, afastado por estar no grupo de risco de contaminação pelo SARS-CoV-2. Christiane seria substituída pouco mais de um mês depois por Alan Severiano.
Alan também seria substituído em 25 de maio, desta vez por Márcio Gomes, que até então apresentava o programa Combate ao Coronavírus, que foi descontinuado.
César Tralli, remanejado para o Jornal Hoje, deixou o SP1 em 15 de outubro de 2021, sendo substituído por Alan Severiano, que estreou em 18 de outubro como apresentador titular do telejornal.
Em 26 de abril de 2022, Carlos Tramontina, que havia retornado ao jornal em agosto de 2021, anunciou sua saída da TV Globo após 43 anos. Essa decisão levou ao remanejamento de José Roberto Burnier ao posto de apresentador titular da 2.ª Edição do SPTV.

## Edições

### 1.ª Edição
Chico Pinheiro foi o maior apresentador da 1.ª Edição, onde começou em 1998, inicialmente com a companhia de Mariana Godoy até o ano de 2001, e depois na companhia de Patrícia Poeta. No ano seguinte, Chico teve como parceira Sandra Annenberg, que retornava ao Brasil, após ser correspondente em Londres. Em 6 de janeiro de 2003, a então mulher do jornalista, Carla Vilhena, assumiu o lugar de Sandra. Em 2008, o casal se divorciou, mas Carla continuou a apresentar o telejornal junto com Chico até 2010, quando Mariana Godoy, que comandava o Bom Dia São Paulo, reassumiu no seu lugar. Em setembro do ano seguinte, Chico e Mariana se despediram do comando do telejornal. Chico seguiu para o Bom Dia Brasil e Mariana, para a Globo News, com César Tralli assumindo a 1.ª Edição.
Em 3 de janeiro de 2013 o SPTV, assim como o RJTV (Rio de Janeiro), completariam trinta anos no ar. No dia 7, os dois telejornais comemoraram com edições especiais. A primeira edição de cada um deles veiculou matérias especiais mostrando as suas trajetórias e os antigos apresentadores. No dia 11 de novembro, o SPTV passou a ser exibido em HD (alta definição) e em 3 de março de 2015, mudou sua trilha sonora, assim como os demais locais do Praça TV.[carece de fontes?]

### 2.ª Edição
Em 1998, Carlos Tramontina, vindo da edição vespertina, assumiu a edição noturna, inicialmente com Débora Menezes. Tornou-se um dos apresentadores com maior tempo em um telejornal da Globo. Devido a uma cirurgia de urgência em 2016, foi substituído por César Tralli, que por acumular as duas edições, foi substituído previamente por Izabella Camargo.

### 3.ª Edição
Entre 19 de setembro de 1983 e 24 de março de 1989, existiu assim como em outras praças, uma edição do SPTV exibida nas madrugadas, logo após o Jornal da Globo. O SPTV 3.ª Edição era dividido em dois blocos: o primeiro trazia notícias sobre fatos ocorridos após o SPTV 2.ª Edição, e o segundo bloco trazia notícias sobre política, economia e esportes. De 1984 a 1987, essa edição chegou a ser exibida também aos domingos, depois do 'Fantástico'.